# WNBA Most Improved Player Award

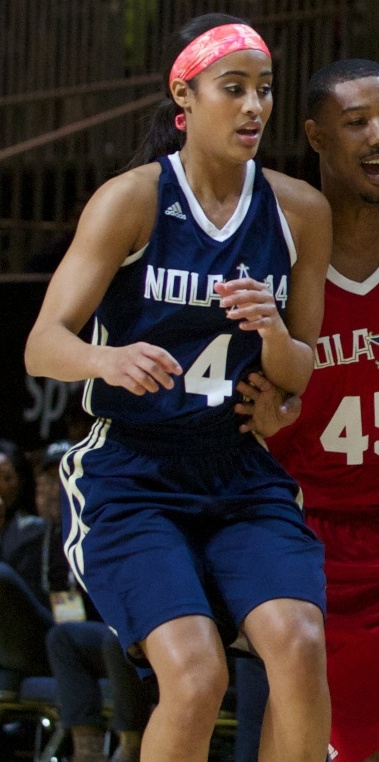
Skylar Diggins, lauréate en 2014.

La trophée de Women’s National Basketball Association’s Most Improved Player Award est une distinction annuelle de la WNBA créée en 2000, qui récompense la joueuse ayant le plus progressé d’une année sur l’autre sur la saison régulière. 
La gagnante est choisie par jury de journalistes sportifs américains, qui choisissent chacun trois joueuses, la première obtenant cinq points, la deuxième trois points et la troisième un point, la joueuse ayant le plus de points remportant le titre sans égard pour le nombre de première place.
Aucune joueuse n’a remporté deux fois ce titre. En 2004, deux joueuses l’ont remporté à égalité.
Deux sœurs jumelles l’ont remporté : Coco Miller en 2002 puis Kelly Miller en 2004. 

## Palmarès
|             | Introduit aux Basketball Hall of Fame                                               |
|             | Introduit aux Women's Basketball Hall of Fame                                       |
|             | Introduit aux Basketball Hall of Fame et aux Women's Basketball Hall of Fame        |
|             | Joueuse étant toujours en activité à la WNBA                                        |
|             | Joueuse ayant gagné le championnat cette année.                                     |
| ☆           | Joueuse devenu All-Star                                                             |
| Joueuse (X) | Indique le nombre de fois où la joueuse avait été nommé MVP à ce moment-là          |
| Équipe (X)  | Indique le nombre de fois qu'une joueuse de cette équipe avait gagné à ce moment-là |

| Saison | Joueur               | Position | Équipe                     |
| ------ | -------------------- | -------- | -------------------------- |
| 2000   | Tari Phillips ☆      | Ailière  | Liberty de New York        |
| 2001   | Janeth Arcain ☆      | Arrière  | Comets de Houston          |
| 2002   | Coco Miller          | Meneuse  | Mystics de Washington      |
| 2003   | Michelle Snow ☆      | Pivot    | Comets de Houston (2)      |
| 2004   | Kelly Miller         | Meneuse  | Sting de Charlotte         |
| 2004   | Wendy Palmer ☆       | Ailière  | Sun du Connecticut         |
| 2005   | Nicole Powell ☆      | Pivot    | Monarchs de Sacramento     |
| 2006   | Erin Buescher        | Ailière  | Monarchs de Sacramento (2) |
| 2007   | Janel McCarville     | Pivot    | Liberty de New York (2)    |
| 2008   | Ebony Hoffman        | Ailière  | Fever de l'Indiana         |
| 2009   | Crystal Langhorne ☆  | Ailière  | Mystics de Washington (2)  |
| 2010   | Leilani Mitchell     | Meneuse  | Liberty de New York (3)    |
| 2011   | Kia Vaughn           | Pivot    | Liberty de New York (4)    |
| 2012   | Kristi Toliver ☆     | Meneuse  | Sparks de Los Angeles      |
| 2013   | Shavonte Zellous ☆   | Arrière  | Fever de l'Indiana (2)     |
| 2014   | Skylar Diggins ☆     | Meneuse  | Shock de Tulsa             |
| 2015   | Kelsey Bone ☆        | Pivot    | Dream d'Atlanta            |
| 2016   | Elizabeth Williams ☆ | Pivot    | Dream d'Atlanta (2)        |
| 2017   | Jonquel Jones ☆      | Pivot    | Sun du Connecticut (2)     |
| 2018   | Natasha Howard ☆     | Ailière  | Storm de Seattle           |
| 2019   | Leilani Mitchell     | Meneuse  | Mercury de Phoenix         |
| 2020   | Betnijah Laney ☆     | Arrière  | Dream d'Atlanta (3)        |
| 2021   | Brionna Jones ☆      | Pivot    | Sun du Connecticut (3)     |
| 2022   | Jackie Young ☆       | Arrière  | Aces de Las Vegas          |
| 2023   | Satou Sabally ☆      | Arrière  | Wings de Dallas (2)        |
| 2024   | DiJonai Carrington   | Arrière  | Sun du Connecticut (4)     |

En 2014 avec 29 voix, Skylar Diggins devance Emma Meesseman, Courtney Paris et  Allie Quigley (2 voix) et Alex Bentley, Jessica Breland et Brittney Griner (1 voix).
En 2015, Kelsey Bone remporte 14 voix sur 39, devançant Shenise Johnson (9 voix), Jantel Lavender et Courtney Vandersloot (5 voix), Stefanie Dolson received (3 voix), Emma Meesseman (2 voix) et Riquna Williams (1 voix).
En 2017, l'intérieure du Sun Jonquel Jones — qui pour sa deuxième saison WNBA réussit une nouveau record historique de rebonds en saison régulière — domine largement l'élection en obtenant 32 voix sur 40. Chelsea Gray (Sparks) en obtient trois, Isabelle Harrison (Stars) et Allie Quigley (Sky) deux et Krystal Thomas (Mystics) une.
En 2018, c'est la joueuse du Storm de Seattle Natasha Howard qui est récompensée avec 29 voix sur 39. Ses statistiques sont de 13,2 points, 6,4 rebonds, 1,97 contre (3e de la WNBA) et 1,29 interception en 25,6 minutes avec 33 titularisations en 34 rencontres contre 4,3 points, 2,4 rebonds, 0,62 contre et 0,53 interception en 11,7 minutes la saison précédente avec le Lynx du Minnesota.